# Lake Park (Iowa)
Lake Park is een plaats (city) in de Amerikaanse staat Iowa, en valt bestuurlijk gezien onder Dickinson County.

## Demografie
Bij de volkstelling in 2000 werd het aantal inwoners vastgesteld op 1023. In 2006 is het aantal inwoners door het United States Census Bureau geschat op 1003, een daling van 20 (-2,0%).

## Geografie
Volgens het United States Census Bureau beslaat de plaats een oppervlakte van 4,0 km², waarvan 3,9 km² land en 0,1 km² water. Lake Park ligt op ongeveer 454 m boven zeeniveau.

## Plaatsen in de nabije omgeving
De onderstaande figuur toont nabijgelegen plaatsen in een straal van 20 km rond Lake Park.